# Wioleta
Wioleta, Wioletta – imię żeńskie pochodzenia włoskiego. Włoska Violetta, której jest spolszczeniem, stanowi zdrobnienie wł. imienia Viola, z łac. „fiołek” (zob. też Wiola). W Polsce Wioletta należy do imion nowych, pojawiła się w XIX wieku, w polskiej literaturze po raz pierwszy w Kordianie Juliusza Słowackiego. Imię to spotykane bywa w Polsce również w formie Violetta, jednakże forma ta ma negatywną opinię Rady Języka Polskiego.
Odpowiednikiem w języku fińskim jest Orvokki, w norweskim – Wiolen, w serbskim – Ljubica, w węgierskim – Ibolya.
Wioleta imieniny obchodzi 29 października.

## Znane osoby o imieniu Wioleta
- Violetta Arlak – polska aktorka teatralna, filmowa
- Wioletta Białk – sopranistka
- Violetta Bielecka – dyrygent i kierownik Chóru Opery i Filharmonii Podlaskiej
- Wioletta Grzegorzewska – poetka
- Wioletta Janowska – polska lekkoatletka
- Violetta Kołakowska – polska aktorka
- Fiolka Najdenowicz, „Fiolka” – polska piosenkarka
- Wioletta Piasecka – polska baśniopisarka
- Wioletta Potępa – polska lekkoatletka
- Violetta Villas – polska piosenkarka (właśc. Czesława Gospodarek, de domo Cieślak)
- Wioleta Wramba – polska prezenterka i dziennikarka radiowa oraz telewizyjna

## Postaci fikcyjne o tym imieniu
- Wioletta Paddock – postać drugoplanowa serialu Co ludzie powiedzą?
- Violetta Valéry – główna bohaterka opery Giuseppe Verdiego La Traviata
- Violetta Kubasińska – zabawna drugoplanowa bohaterka polskiej wersji serialu BrzydUla, przekręcająca przysłowia
- Violetta Kotecka z d. Dębiak, ps. Violetka – postać pierwszoplanowa serialu Ranczo
- Violetta Castillo z argentyńskiej telenoweli Violetta
- Violet Evergarden główna bochaterka serii o tym samym tytule